# Как провожают пароходы
Как провожают пароходы — советская эстрадная песня. Музыка Аркадия Островского на слова Константина Ваншенкина.
Относится к лирическому жанру в творчестве композитора
Получила широкую известность среди плавсостава, под эту песню суда из портов отправлялись в дальнее плавание. Стала одним из символов советской песни, исполнялась в передачах «Старые песни о главном», «Новогодняя ночь на Первом канале». Исполнялась на других языках

## История песни
Песня написана в 1966 году (по другим сведениям — 1965) в «последний огаревский период» жизни и творчества А. И. Островского на уже готовые стихи. Сын композитора, академик Российской академии наук, президент Российского физиологического общества имени Павлова Михаил Островский вспоминал:
Как-то поэт Константин Ваншенкин, с которым отец дружил, подарил ему сборник своих стихов. Листая его, отец нашел стихотворение, которое начиналось со строчек: «Как провожают пароходы, совсем не так, как поезда…» Отец написал музыку к стихам, нужен был припев, а Ваншенкин куда-то уехал, а песню надо было сдавать, и тогда отец придумал эти слова: «Вода, вода, кругом вода». Потом в Центральном доме литераторов на творческом вечере Ваншенкину кто-то из коллег сказал: «Вы такой хороший поэт, но что это за строчки «Вода, вода, кругом вода»? Константин Ваншенкин встал и сказал: «Стихи мои, а «вода, вода» — Островского».
Поэт пытался найти новые, свои варианты припева («Наш путь далёк, в морях пролёг»), но сам отвергал их как малоудачные. Основной текст также пришлось дорабатывать, Ваншенкин позже вспоминал: «Потом кое-что, явно непоющееся, пришлось переделать, на что я согласился с легким сердцем, так как не числил стихотворение в ряду своих удач».
Исполнителем песни изначально предполагался Эдуард Хиль.
Песня быстро стала популярной, вышла гибкая пластинка, и Островский говорил: «Сегодня на улице Горького продавали с лотка, я видел. Как воблу разбирают!»

## Исполнители
- Эдуард Хиль[9]
- Валерий Сюткин
- Нина Дорда